# Елис Питърс
Елис Питърс (на английски: Ellis Peters) е псевдоним на английската писателка на криминални романи Едит Парджетър (на английски: Edith Pargeter), под който тя създава най-успешните си произведения – романите от поредицата за монаха-детектив брат Кадфел от абатство Шрусбъри.

## Биография
Едит Мери Парджетър е писател с разностранен талант; тя е автор и на произведения в областта на историята и историческата белетристика, а също така преводач от чешки език. Най-голяма известност обаче и носят криминалните и мистични романи на историческа и съвременна тематика.
Едит Парджетър е родена в селцето Хорсхей (на английски: Horsehay) в Англия, и има уелски произход. Действието в много от произведенията и се развива в Уелс.
По време на Втората световна война Парджетър става член на Женската кралска помощна служба към Военноморските сили на Великобритания (на английски: Women's Royal Naval Service) и е наградена с медал на Британската империя.
Едит Парджетър публикува под различни псевдоними, в т.ч. Елис Питърс, Джон Редфърн, Джолиън Кар, Питър Бенедикт. Много от произведенията на Парджетър са екранизирани.

### Като Едит Парджетър

#### Поредица „The Heaven Tree“
- The Heaven Tree (1960)
- The Green Branch (1962)
- The Scarlet Seed (1963)

#### Поредица „The Brothers of Gwynedd“
- Sunrise in the West (1974)
- The Dragon at Noonday (1975)
- The Hounds of Sunset (1976)
- Afterglow and Nightfall (1977)

#### Други
- Hortensius, Friend of Nero (1936)
- Iron-Bound (1936)
- The City Lies Four-Square (1939)
- Ordinary People (1941) (също People of My Own)
- She Goes to War (1942)
- The Eighth Champion of Christendom (1945)
- „Reluctant Odyssey“ (1946)
- „Warfare Accomplished“ (1947)
- The Fair Young Phoenix (1948)
- By Firelight (1948) (САЩ – заглавие: By This Strange Fire)
- The Coast of Bohemia (1950) (пътепис от пътуване в Чехословакия)
- Lost Children (1951)
- Holiday With Violence (1952)
- Most Loving Mere Folly (1953)
- The Rough Magic (1953)
- The Soldier at the Door (1954)
- A Means of Grace (1956)
- The Assize of the Dying (1958) (разкази)
- A Bloody Field by Shrewsbury (1972) (САЩ-заглавие: The Bloody Field)
- The Marriage of Meggotta (1979)

### Под псевдонима Елис Питърс

#### Поредица „George Felse and Family“
- Fallen into the Pit (1951)
- Death and the Joyful Woman (1961)
- Flight of a Witch (1964)
- A Nice Derangement of Epitaphs (1965) (US title: Who Lies Here?)
- The Piper on the Mountain (1966)
- Black is the Colour of my True Love's Heart (1967)
- The Grass-Widow's Tale (1968)
- The House of Green Turf (1969)
- Mourning Raga (1969)
- The Knocker on Death's Door (1970)
- Death to the Landlords! (1972)
- City of Gold and Shadows (1973)
- Rainbow's End (1978)
- Supernatural Bloody Merry

#### Поредица „Хрониките на брат Кадфел“ (Brother Cadfael)
- A Morbid Taste for Bones (1977)
Светите кости, изд.: ИК „Труд“, София (1996), прев. Асен Георгиев
- One Corpse Too Many (1979)
Един труп в повече, изд.: ИК „Труд“, София (1996), прев. Веселина Тихолова
- Monk’s Hood (1980) - награда „Сребърен кинжал“
Вълче биле, изд.: ИК „Труд“, София (1996), прев. Людмила Левкова
- Saint Peter’s Fair (1981)
- The Leper of Saint Giles (1981)
Прокаженият от „Свети Джайлс“, изд. „Везни-4“ (2008), прев. Асен Георгиев
- The Virgin in the Ice (1982)
- The Sanctuary Sparrow (1983)
Врабче в светата обител, изд. „Везни-4“ (2008), прев. Милена Йорданова
- The Devil’s Novice (1983)
- Dead Man’s Ransom (1984)
- The Pilgrim of Hate (1984)
- An Excellent Mystery (1985)
- The Raven in the Foregate (1986)
- The Rose Rent (1986)
- A Rare Benedictine (1988), сборник разкази: A Light on the Road to Woodstock, The Price of Light и Eye Witness.
- The Hermit of Eyton Forest (1988)
- The Confession of Brother Haluin (1988)
- The Heretic’s Apprentice (1990)
- The Potter’s Field (1990)
- The Summer of the Danes (1991)
- The Holy Thief (1992)
- Brother Cadfael’s Penance (1994)

#### Други
- Death Mask (1959)
- The Will and the Deed (1960) (US title: Where There's a Will)
- Funeral of Figaro (1962)
- The Horn of Roland (1974)
- Never Pick Up Hitchhikers! (1976)

### Под псевдонима Джон Редфърн
- The Victim Needs a Nurse (1940)

### Под псевдонима Джолиън Кар
- Murder in the Dispensary (1938)
- Freedom for Two (1939)
- Masters of the Parachute Mail (1940)
- Death Comes by Post (1940)

### Под псевдонима Питър Бенедикт
- Day Star (1937)